# Atletica leggera ai Giochi della XXVII Olimpiade - 1500 metri piani femminili

Video della Finale (telecronaca in inglese)

Video della Finale (telecronaca in arabo)

I 1500 metri piani hanno fatto parte del programma di atletica leggera femminile ai Giochi della XXVII Olimpiade. La competizione si è svolta nei giorni 27-30 settembre 2000 allo Stadio Olimpico di Sydney.

## Presenze ed assenze delle campionesse in carica
| Competizione         | Atleta             | Prestazione | Sydney 2000 |
| -------------------- | ------------------ | ----------- | ----------- |
| Olimpiadi 1996       | S. Masterkova      | 4'00”83     | Presente    |
| Commonwealth 1998    | Jackline Maranga   | 4'05”27     | Non selez.  |
| Europei 1998         | S. Masterkova      | 1'11”91     | Presente    |
| Coppa del mondo 1998 | S. Masterkova      | 4'09”41     | Presente    |
| Asiatici 1998        | Jyotirmoyee Sikdar | 4'12”82     | Assente     |
| Panamericani 1999    | Marla Runyan       | 4'16”86     | Presente    |
| Africani 1999        | Kutre Dulecha      | 4'18”33     | Presente    |
| Mondiali 1999        | S. Masterkova      | 3'59”53     | Presente    |
|                      |                    |             |             |
| Mondiali junior 1996 | Kutre Dulecha      | 4'08”65     | Presente    |

## La gara
Svetlana Masterkova, la campionessa uscente, è presente per onore di firma poiché reduce da un infortunio. In batteria si riacutizza il dolore ed esce.

La prima semifinale è vinta da Nouria Merah-Benida (4'05"24); Violeta Szekely vince la seconda semifinale (4'06"60). Si qualifica Marla Runyan, la prima atleta ipovedente a disputare una finale olimpica.
Non c'è una chiara favorita per la finale. C'è interesse per Gabriela Szabó, che cinque giorni prima ha vinto i 5000, ma i 1500 non sono la sua gara preferita.

Gara tattica. Al primo giro conduce Marla Runyan; agli 800 metri Hayley Tullett cade e coinvolge Gabriela Szabó, che perde terreno. La Szabó rimane indietro per gran parte della gara.

Alla campanella guida il gruppo Carla Sacramento. Suzy Favor-Hamilton è la prima ad andare via; dietro di lei c'è Nouria Merah-Benida, che poi con uno scatto la scavalca. La Favor non riesce a tenere il ritmo, poi inciampa e cade.
La Merah-Benida prosegue lanciata mentre rinvengono Violeta Szekely e Kutre Dulecha. Quando mancano poche decine di metri all'arrivo spunta anche Gabriela Szabó. C'è un'entusiasmante volata a quattro: la Merah-Benida vince di 5 centesimi sulla Szekely. La Szabó agguanta la terza posizione davanti alla Dulecha.

Tra la prima e la quarta ci sono solamente 23 centesimi.

La primatista stagionale, Suzy Favor-Hamilton, si classifica ultima a 18 secondi dalla vincitrice.

## Risultati

### Turni eliminatori
| 3 Batterie   | 27 settembre | 34 partenti    | Si qualificano le prime 6 più i 6 migliori tempi.   |
| 2 Semifinali | 28 settembre | 12 + 12        | Si qualificano le prime 5 più i due migliori tempi. |
| Finale       | 30 settembre | 12 concorrenti |                                                     |

### Finale
Stadio Olimpico, sabato 30 settembre, ore 20:20.
| Pos | Paese       | Atleta              | Tempo   |
| --- | ----------- | ------------------- | ------- |
|     | Algeria     | Nouria Mérah-Benida | 4'05"10 |
|     | Romania     | Violeta Szekely     | 4'05"15 |
|     | Romania     | Gabriela Szabó      | 4'05"27 |
| 4   | Etiopia     | Kutre Dulecha       | 4'05"33 |
| 5   | Polonia     | Lidia Chojecka      | 4'06"42 |
| 6   | Polonia     | Anna Jakubczak      | 4'06"49 |
| 7   | Regno Unito | Kelly Holmes        | 4'08"02 |
| 8   | Stati Uniti | Marla Runyan        | 4'08"30 |